# 森山沙月
森山 沙月（もりやま さつき、1992年4月15日 - ）は、日本のファッションモデル、女優。スペースクラフト所属。茨城県神栖市出身。

## 略歴
- 第4回 徳間書店『ラブベリー』専属モデルオーディション 準グランプリ受賞 (2005年)

## 出演

### TVCM
- イオン イオンの浴衣「なつ古典」(Webサイト共）(2014年）

### 雑誌
- ラブベリー 専属モデル (2005年 - 2008年)
- 集英社 non-no ハーバルエッセンス賞 専属ビューティーモデル（2008年 - 2011年）

### PV
- flumpool「over the rain ひかりの橋」TBSドラマ ブラッディ・マンデイ主題歌 (2008年)
- 白泉社花とゆめ 漫画 覆面系ノイズ 第一巻発売記念PV 有栖川ニノ役 (2013年)

### VP
- カネボウ化粧品「KATE」店頭 web POP VP (2011年 - )
- KOSE「AQMW」 メイクアップパターン　(2013年)
- 本田技研工業 Honda S660 CONCEPT 2013 (2013年）

### テレビドラマ
- 恋して悪魔〜ヴァンパイア☆ボーイ〜（2009年、フジテレビ）レギュラー　品川ゆかり役